# Frank Greenhoff
Frank Greenhoff (3 tháng 3 năm 1924 – tháng 8 năm 1999) là một cầu thủ bóng đá người Anh từng thi đấu ở vị trí tiền vệ chạy cánh. Sinh ra ở Barnsley, ông từng thi đấu cho đội bóng quê nhà, Barnsley Football Club trước khi gia nhập Bradford City năm 1948. Ông có 81 lần ra sân ở Football League cho Bradford City, trước khi chuyển đến Worksop Town vào tháng 7 năm 1952.